# NGC 3185
NGC 3185 est une galaxie spirale barrée située dans la constellation du Lion. NGC 3185 a été découverte par le physicien irlandais George Stoney en 1850.

## Caractéristiques
Sa vitesse par rapport au fond diffus cosmologique est de 1 546 ± 22 km/s, ce qui correspond à une distance de Hubble de 22,8 ± 1,6 Mpc (∼74,4 millions d'al).
La classe de luminosité de NGC 3185 est I et elle présente une large raie HI. Elle renferme également des régions d'hydrogène ionisé. NGC 3185 est une galaxie active de type Seyfert 2.
À ce jour, 14 mesures non basées sur le décalage vers le rouge (redshift) donnent une distance de 23,043 ± 5,070 Mpc (∼75,2 millions d'al), ce qui est à l'intérieur des valeurs de la distance de Hubble.

## Un disque entourant le noyau
Grâce aux observations du télescope spatial Hubble, on a détecté un disque de formation d'étoiles autour du noyau de NGC 3185. La taille de son demi-grand axe est estimée à 200 pc (~650 années-lumière) à la distance estimée de cette galaxie.

## Trou noir supermassif
Selon les auteurs d'un article publié en 2002, la masse du trou noir central de NGC 3185 est de 1,15 x 106{\displaystyle M_{\odot }} (106,06{\displaystyle M_{\odot }}).  
Selon un article basé sur les mesures de luminosité de la bande K de l'infrarouge proche du bulbe de NGC 3185, on obtient une valeur de 106,9 {\displaystyle M_{\odot }} (7,9 millions de masses solaires) pour le trou noir supermassif qui s'y trouve.
Selon les auteurs d'un article publié en 2012, la connaissance de la masse d'un trou noir central et du taux d'accrétion par celui-ci permet d'estimer le taux de formation d'étoiles dans la région centrale des galaxies de type Seyfert. Ce taux pour NGC 3185 serait à l'intérieur et à l'extérieur d'un rayon de 1 kpc respectivement de 0,17 {\displaystyle M_{\odot }}/an  et de 0,14 {\displaystyle M_{\odot }}/an
.

## Groupe compact Hickson 44

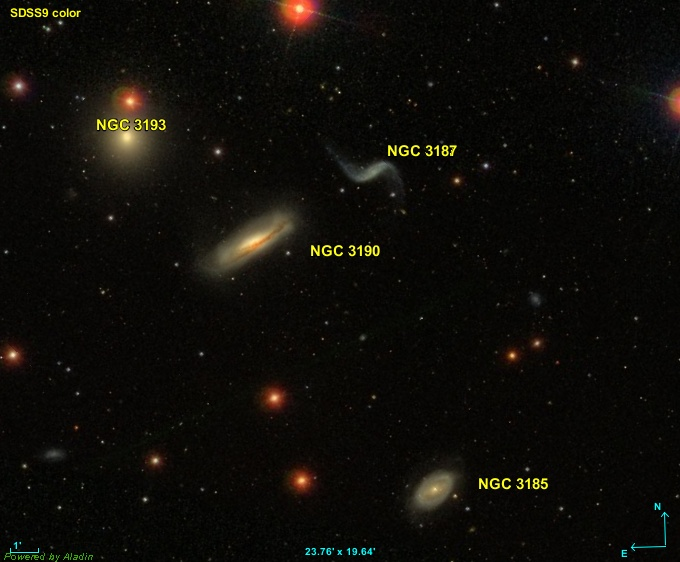
Le groupe compact de Hickson 44.

NGC 3185 (HCG 44c), NGC 3187 (HCG 44d), NGC 3190 (HCG 44a) et NGC 3193 (HCG 44b) forment le Groupe compact de Hickson HCG 44.

## Groupe de NGC 3227
NGC 3185 fait partie du groupe de NGC 3227. En plus de NGC 3185 et de NGC 3227, ce groupe comprend au moins 14 autres galaxies dont NGC 3162, NGC 3177, NGC 3187, NGC 3190, NGC 3193, NGC 3213, NGC 3226, NGC 3227, NGC 3287 et NGC 3301.
Sur le site « Un Atlas de l'Univers », Richard Powell place cette galaxie dans le groupe de NGC 3190 avec 4 autres galaxies qui font aussi partie du groupe de NGC 3227 de Garcia, soit NGC 3162, NGC 3187, NGC 3190 et NGC 3193.